# Trung tâm Y học và Khoa học
Trung tâm Y học và Khoa học (tiếng Anh: academic health science centre, viết tắt là AHSC; còn có các tên khác là academic health sciences centre, academic health science system, academic health science partnership hoặc academic medical centre) là mối quan hệ hợp tác giữa hai hoặc nhiều trường đại học và nhà cung cấp dịch vụ y tế để tập trung nghiên cứu, dịch vụ lâm sàng, giáo dục và đào tạo. Có rất nhiều cơ sở AHSC hoạt động tại nhiều quốc gia như Úc, Canada, Nhật Bản, Hà Lan, Qatar, Singapore, Vương quốc Anh và Hoa Kỳ.

## Úc
Các cơ sở AHSC hiện đang hoạt động tại Úc bao gồm:
- Brisbane Diamantina Health Partners (Brisbane, Úc)[3]
- Melbourne Academic Centre for Health (Melbourne, Úc) Lưu trữ ngày 19 tháng 11 năm 2015 tại Wayback Machine
- Monash Partners (Melbourne, Úc)